# Riu Essequibo
L'Essequibo és el riu més gran de Guyana, alhora que el riu més gran entre l'Orinoco i l'Amazones. Neix a la serra Acaraí, prop de la frontera entre el Brasil i Guyana. L'Essequibo discorre cap al nord durant 1.010 km a través de la selva i la sabana fins a l'oceà Atlàntic, on forma un gran estuari, el segon més gran del continent rere el del riu de la Plata, de 20 quilòmetres d'ample i recobert amb nombroses illes, entre les quals destaquen la de Hog (57 km²), Leguán (47 km²) i Guaquenám (44 km²). Durant el recorregut supera nombrosos ràpids i cascades fruit de la irregular orografia del massís de les Guaianes.
D'entre els molts afluents que té, destaquen els rius Rupununi, Potaro, Mazaruni, Siparuni, Kiyuwini, Konawaruk i Cuyuni.

## Història
El riu fou vist pels espanyols el 1498, durant el tercer viatge de Cristòfol Colom. Juan de Esquivel, adjunt de Don Diego Colón, fill de Colom va realitzar exploracions per les boques de l'Orinoco i va descobrir l'Esequibo. El 1499 Alonso de Ojeda va explorar l'Essequibo. Missioners caputxins van establir missions al territori abans que els holandesos s'hi establissin. El 1596 una expedició britànica liderada per Lawrence Kemys, segon de Walter Raleigh, s'endinsa pel riu Essequibo, arribant al que ell creu erròniament que és el llac Parima. Fins a la dècada de 1610 no es va establir el primer assentament europeu a la part baixa del riu, un assentament que es dedicà al conreu de la canya de sucre i cacau. El 1616 els holandeses ocupen la regió est del riu Essequibo, creen una colònia i l'exploten mitjançant la Companyia Neerlandesa de les Índies Occidentals.
Amb la Guerra per la Independència de Veneçuela es posà punt final als assentaments missioners a la zona. Paral·lelament el Regne Unit necessita una colònia a la zona per tal que els vaixells puguin fer escala en la seva ruta cap a Amèrica del Sud.